# Hans Veerman (acteur)
Hans Veerman (Hilversum, 14 maart 1933 – Nieuwegein, 25 januari 2014) was een Nederlands acteur. Veerman volgde in de jaren 50 een opleiding tot hoorspelacteur. Hij was lid van de hoorspelkern van de Nederlandse Radio Unie, speelde in veel Nederlandse films en vertolkte (gast)rollen in televisieseries. Ook was zijn stem onder meer te horen in Alfred J. Kwak en in het hoorspel We vinden nog wel wat. Hij had grote rollen in Medisch Centrum West als directeur Maurice Albers en Dossier Verhulst als advocaat De Vos, de corrupte patroon van hoofdrolspeler Derek de Lint. Veerman speelde zijn laatste filmrol in 2000 in Wilde Mossels.
Veerman was de levenspartner van Hans Karsenbarg en nam, tijdens diens afwezigheid door ziekte, ook de rol van dokter Den Koninghe over in de televisieserie Baantjer.

## Filmografie

### Film
- Sinterklaas en het verdwenen pakhuis (2002), inspecteur Rond
- Monte Carlo (2001), garage-eigenaar
- Wilhelmina (2001), Van Tuyl
- Wilde Mossels (2000)
- Baantjer: De Cock en de wraak zonder einde (1999), Johan Zondervan
- Temmink: The Ultimate Fight (1998), Rechter
- De kleine blonde dood (1993), politiecommissaris
- Alissa in Concert (1990), huisbaas/koopman
- Mijn vader woont in Rio (1989), Gijs
- Jan Rap en z'n maat (1989)
- Flodder (1986), generaal Emiel
- Mama is Boos (1986), Mac
- De Dream (1985), politiecommissaris
- Flesh & Blood (1985), vader George
- Parfait amour (1985), man bij projector
- Moord in extase (1984), boer
- De mannetjesmaker (1983), Roelof Hille
- De Anna (1983), Herman Barlach
- Giovanni (1983)
- De lift (1983), Kroon
- De vierde man (1983), begrafenisondernemer
- De smaak van water (1982), meneer Mul
- Gekkenbriefje (1981), machinist
- Een vlucht regenwulpen (1981), ouderling
- Het teken van het beest (1980), Doting
- De Verjaring (1980), Van Hünze
- Spetters (1980), Willem (vader Eef)
- Tiro (1979)
- De twee vrouwen (1979), vader Sylvia
- Grote Klaas en Kleine Klaas (1974)

### Televisie
- Goede tijden, slechte tijden, Donald van der Zee (2006)
- Baantjer, Ennaeus den Koninghe (2000) als vervanger van Hans Karsenbarg
- Baantjer, Jan Hogenbosch (1997)
- 't Zal je gebeuren... (1998), Marcus (Afl. 'de sleutel')
- Alfred J. Kwak (1989), stem
- Medisch Centrum West (1988-1994), Maurice Alberts
- Dossier Verhulst (1986), de Vos
- Het wassende water (1986), Heemraad Rijk Beijen
- De Weg (1983), vader Konings
- Bas Boterbloem (kindertelevisieserie), Japik (1960)

## Hoorspelrollen
- Jäcklein Rohrbach in Floriaan Geyer
- Boyo, een sloper in Opa Webb
- Giles Denison in De Koorddansers
- Scot in Jacht op twee miniaturen
- Dr. Bill Masen in De triffids
- Thierry in De Trein der Traagheid
- Paul Garnet in De Korawa-expeditie
- Charles Grant in Reisdoel menselijk brein
- De zwartkijker in Zwartkijker, Zwartkijker
- Inspecteur Hendriks in De moord in de Ridderzaal
- Alexander in Alexanders nar
- Kelle in Anna Laub

## Gastrollen
- Goede tijden, slechte tijden (2006-), Donald van der Zee
- Grijpstra & De Gier (2004-), aflevering De Terugkeer (30 september 2005), Cor de Gier
- Loenatik (1997-), aflevering Een saaie dag (28 januari 2001), ambtenaar
- Verkeerd verbonden (2000-2002), aflevering Wederzijds Huwelijksbedrog, Thom van Dungen
- Schiet mij maar lek (2002) Aflevering "Objection, your Honour." (seizoen 2) - Rechter (Meneer E.A. van Wijngaarden)
- Bed & Breakfast (1997), aflevering drie (18 december 1997), blinde
- Baantjer (1995-2006), aflevering De Cock en de moord in de 3e positie (8 december 2000), Ennaeus den Koninghe
- Baantjer (1995-2006), aflevering De Cock en de moord op de tuin (1 december 2000), Ennaeus den Koninghe
- Baantjer (1995-2006), aflevering De Cock en de zaak Vledder (24 november 2000), Ennaeus den Koninghe
- Baantjer (1995-2006), aflevering De Cock en de moord onder 0 (7 maart 1997), Jan Hogenbosch